# No Questions Asked (film)
No Questions Asked è un film del 1951 diretto da Harold F. Kess.

## Trama
Steve Kiever è un giovane avvocato che lavora per una compagnia di assicurazione e che desidera ottenere una promozione, per dichiararsi alla bella Ellen; decide così di interpretare alla lettera una frase del suo capo, secondo cui per recuperare la refurtiva sarebbe necessario accordarsi con i criminali stessi. Nel frattempo però si moltiplicano nella città furti e rapine, il cui mandante è il criminale Franco, coadiuvato dai suoi scagnozzi Roger e Floyd, maestri del travestimento. Steve risulta infine tradito da Ellen, tuttavia trova l'amore nella sua segretaria Joan e riesce a fare arrestare i criminali, anche con l'aiuto della polizia.

## Distribuzione
Negli Stati Uniti, la pellicola è stata distribuita a partire dal 15 giugno 1951, in distribuzione limitata; in Italia è inedita.